# Manoir de la Cauvinière
Le manoir de la Cauvinière est un édifice situé à Notre-Dame-de-Courson, en France.

## Localisation
Le monument est situé dans le département français du Calvados, à 3 km au nord-est du bourg de Notre-Dame-de-Courson.

## Historique
L'édifice est inscrit au titre des Monuments historiques depuis le 26 décembre 1928.